# Discordância

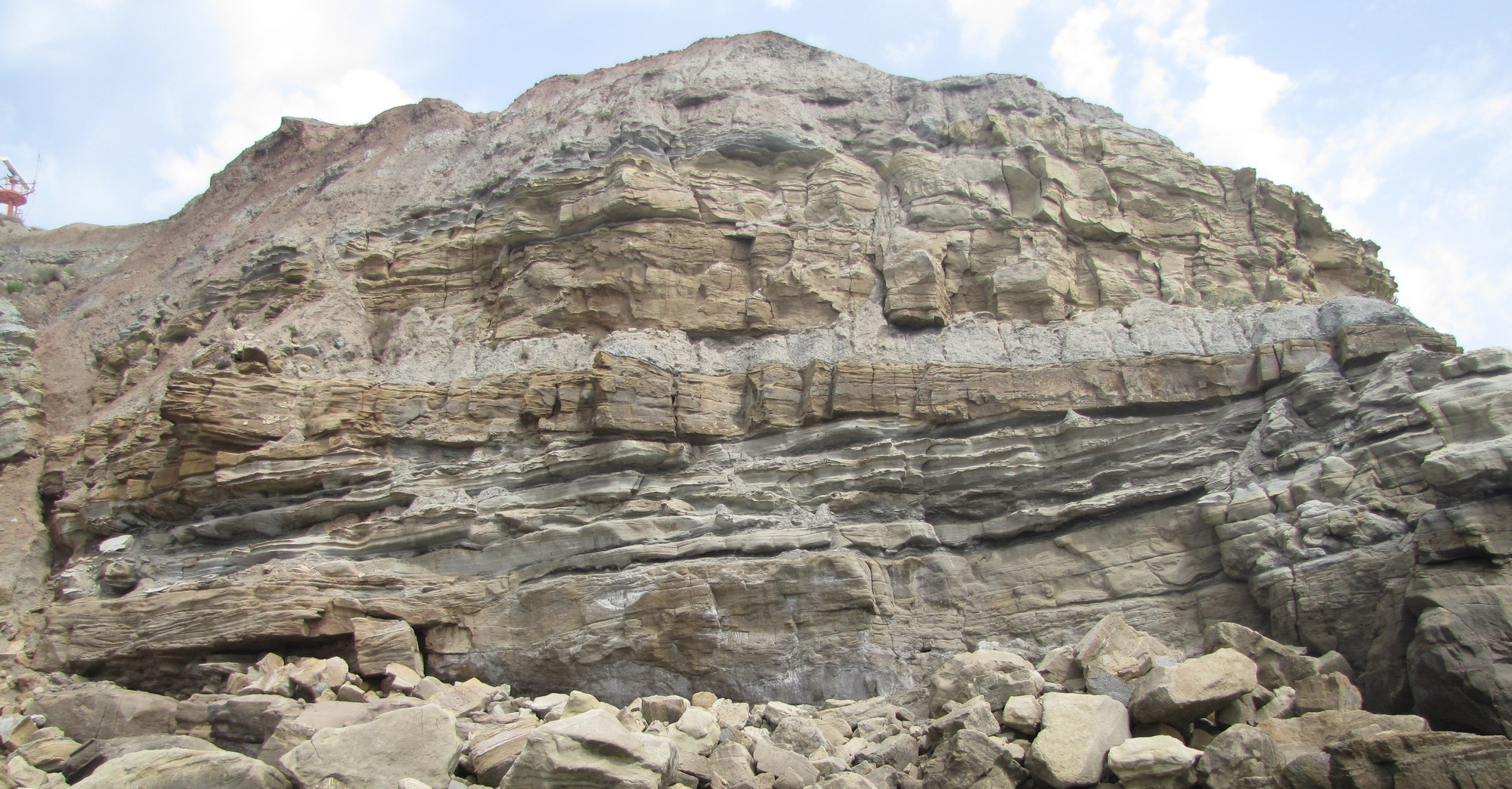
Discordância sedimentar

Em geologia, uma discordância é uma superfície erosiva que separa duas massas de rochas sedimentares ou estratos de diferentes idades, indicando que a deposição de sedimentos não foi contínua. Em geral, a camada mais antiga foi exposta a erosão durante um intervalo de tempo antes da deposição da nova, mas o termo é usado para descrever qualquer ruptura no registo sedimentar geológico. O significado de discordância angular foi mostrado por James Hutton, que encontrou exemplos de discordância em Jedburgh em 1787 e em Siccar Point em 1788. 
Normalmente, as rochas superiores numa discordância são mais recentes que as rochas abaixo. Uma discordância representa o tempo durante o qual sedimentos não foram depositados. O intervalo de tempo geológico não representado é chamado de hiato.